# Kerry Drake
Kerry Drake é uma série de banda desenhada americana da Publishers Syndicate, criada em 1943 por Allen Saunders e Alfred Andriola para substituir Dan Dunn criada por Norman Marsh, foi publicada até 1983..

## Personagem
Kerry Drake é um detective particular que muitas vezes, trabalha para o juiz da sua comarca. A sua secretária é a charmosa Sandy Burns. Após alguns anos, a série evoluiu para uma espécie de soap opera. Após o assassínio de Sandy, Kerry Drake passa a trabalhar em exclusividade para a polícia, em colaboração com a sua futura esposa Mindy. Kerry encontra o seu irmão Lefty, igualmente defensor da lei, passando a série a evoluir para uma disputa entre os dois irmãos detectives.

## História
O inicio da publicação foi a 1 de Outubro de 1943, a série foi criada para substituir Dan Dunn, criada para  em 1933 por Norman Marsh para a revista Detective Dan, Secret Operative nº. 48 da Humor Publications, que teve apenas uma edição, no mesmo ano, a série se tornou uma tira produzida por Marsh e distribuída pela Publishers Syndicate, em 1942, Marsh discutiu com o Publishers Syndicate e foi para a Marinha, logo foi substituído por Allen Saunders (roteiro) e Paul Pinson (desenhos), logo em seguida, Pinson foi substituído por Alfred Andriola, com o cancelamento de Dan Dunn, Saunders e Andriola criaram Kerry Drake.

A tira foi publicada pela última vez em Março de 1983. Em 1970, Andriola recebeu o prémio Reuben por "Kerry Drake by Alfred Andriola", sem reconhecer que tinha sido escrito por Saunders e co-desenhado por Sururi Gumen. depois disso, Saunders abandonou a série e Andriola passou também a escreve-la, com a ajuda "fantasma" de outros argumentistas. Quando Andriola morreu em 1983, Kerry Drake terminou com ele. Após a sua morte, foi publicado em livro editado pela editora sueca Semic Press entre 1984 e 1990. Muitos dos episódios anteriores também foram republicado em forma de livro pela Harvey Comics e mais tarde pela Blackthorne Publishing na sua série Reuben Award Winner.
A 1ª publicação em Portugal foi 19 de Junho de 1952, no nº149 da primeira série do Mundo de Aventuras. Foi também publicado pelas revistas, Mundo de Aventuras (1ª fase), Audácia, Ciclone, Condor Popular, Tigre, Policial, Mundo de Aventuras, Selecções do Mundo de Aventuras, Mundo de Aventuras Especial, Mundo de Aventuras (2ª fase), Audácia (Fanzine). A única publicação em álbum deu-se através da Editorial Futura.